# Bostonska kampanja
Bostonska kampanja med aprilom 1775 in marcem 1776 je bila prva vojaška operacija ameriške vojne za neodvisnost. V tem obdobju so britanske sile pod generalom Thomasom Gageom zasedale Boston v Massachusettsu, medtem ko so jih ameriške patriotske milice in kasneje kontinentalna vojska pod vodstvom Georgea Washingtona oblegale in na koncu prisilile k umiku.
Kampanja se je začela z Bitko pri Lexingtonu in Concordu 19. aprila 1775, v kateri so lokalne kolonialne milice preprečile poskus britanske vlade, da bi prevzela vojaške zaloge in voditelje v "Concordu, Massachusetts". Celotna britanska odprava je utrpela znatne izgube med bežanjem nazaj v "Charlestown, Massachusetts" proti vedno večjemu številu milic.
Nato so zbrane milice obkolile mesto Boston, kar je začelo obleganje Bostona. Glavna akcija med obleganjem, Bitka pri Bunker Hillu 17. junija 1775, je bila ena izmed najkrvavejših srečanj vojne in je rezultirala v pirovi britanski zmagi. Prav tako je bilo ob številnih spopadih blizu Bostona in ob obali Bostona veliko izgube življenj, vojaške opreme ali obojega.
Julija 1775 je George Washington prevzel poveljstvo nad zbranimi milicami in jih preoblikoval v bolj usklajeno vojaško enoto. 4. marca 1776 je kolonialna vojska "okrepila Dorchester Heights" z orožjem, oz. topovi, ki so lahko dosegli Boston in britanske ladje v pristanišču. Obleganje (in kampanja) sta končala 17. marca 1776 z trajnim umikom britanskih sil iz Bostona. Do danes Boston praznuje 17. marec kot "Dan evakuacije".

## Ozadje
V letih 1767–68 je britanski parlament sprejel Townshend Acts, ki so uvedli uvozne dajatve na papir, steklo, barve in druge običajne predmete uvožene v ameriške kolonije. Sons of Liberty in druge patriotske organizacije so odgovorile z različnimi protestnimi akcijami. Organizirali so bojkote blaga, ki je bilo predmet dajatve in nadlegovali ter grozili carinskim uslužbencem, ki so pobirali dajatve, mnogi od njih so bili bodisi korumpirani bodisi povezani z provincialnimi voditelji. Sir Francis Bernard, 1. baronet, takratni guverner Province of Massachusetts Bay, je zaprosil vojaške sile za zaščito kraljevih uslužbencev. Oktobra 1768 so britanske čete prispele v mesto Boston in |okupirale mesto. Napetosti so povzročile bostonski pokol 5. marca 1770 in bostonsko čajanko 16. decembra 1773.
Kot odgovor na čajanko in druge proteste je parlament sprejel "Intolerable Acts", da bi kaznoval kolonije. Z "Zakonom  o Massachusettsu" iz leta 1774 je dejansko ukinil provincialno vlado Massachusettsa. General Thomas Gage, ki je bil že vrhovni poveljnik britanskih četa v Severni Ameriki, je bil tudi imenovan za guvernerja Massachusettsa in je prejel navodila od vlade kralja Jurija, da uveljavlja kraljevo avtoriteto v problematični koloniji. Vendar pa je ljudska odporna akcija prisilila novo imenovane kraljeve uradnike v Massachusettsu, da so odstopili ali iskali zatočišče v Bostonu. Gage je poveljeval štirim polkom ali regimentom britanskih rednih vojakov (približno 4.000 mož) iz svojega poveljstva v Bostonu, toda podeželje so v glavnem nadzorovali simpatizerji patriotov.

## Vojna se začne
1. septembra 1774 so britanski vojaki odstranili smodnik in druge vojaške zaloge v presenetljivem napadu na skladišče smodnika blizu Bostona. Ta ekspedicija je vznemirila podeželje in tisoči ameriških domoljubov so stopili v akcijo sredi govoric, da vojna prihaja. Čeprav se je izkazalo, da je bil to lažni alarm, je ta dogodek — znan kot "Powder Alarm" — pripeljal do tega, da so se vsi vpleteni v prihodnjih dneh ravnali bolj previdno in je v bistvu nudil "generalno vajo" za dogodke, ki so sledili čez sedem mesecev. Deloma v odgovor na to dejanje so kolonisti odnesli vojaške zaloge iz več utrdb v Novi Angliji in jih razdelili med lokalne milice.
Aprila 1775, na noč 18. aprila je general Gage poslal 700 mož, da bi zasegli municijo shranjeno pri kolonialni milici v "Concordu, Massachusetts". Nekaj glansikov — med njimi Paul Revere — je opozorilo podeželje in ko so britanske čete vstopile v "Lexington, Massachusetts" 19. aprila zjutraj, so našli 77 "minutemenov", pripadnikov patriotske milice, ki so se zbrali na vaškemu trgu. Izmenjali so si strele, osem minutemenov je bilo ubijenih, številčno slabša kolonialna milica se je razpršila, Britanci pa so se pomaknili naprej v Concord. V Concordu so čete iskale vojaške zaloge, vendar so našle relativno malo, saj so kolonisti, potem ko so prejeli opozorila, da bi takšna ekspedicija lahko potekala, sprejeli ukrepe, da so številne zaloge skrili. Med iskanjem je prišlo do spopada na "Old North Bridge, Concord, Massachusetts". Majhna enota britanskih vojakov je odprla ogenj na veliko večjo kolono kolonialne milice, ki je vrnila ogenj in na koncu pregnala britanske vojake, ki so se vrnili v središče vasi in se tam ponovno pridružili drugim četam. Do trenutka, ko so "Red coats" ali "rdeči plašči"  (kakor so britanske vojake imenovali) začeli vračati peš v Boston, se je ob cesti zbralo več tisoč pripadnikov milice. Prišlo je do oboroženega spopada, britanski oddelek pa je utrpel hude izgube, preden je dosegel "Charlestowna, Massachusetts". Z Bitko pri Lexingtonu in Concordu — "strelom, slišanim po vsem svetu" — se je vojna začela.

## Obleganje Bostona
Po neuspešni ekspediciji v Concord so tisoči pripadniki milice, ki so se zbrali v Bostonu, tam tudi ostali. V naslednjih dneh so prišli še od drugod, vključno iz New Hampshireja, Connecticuta in Rhode Islanda. Pod poveljstvom Artemasa Warda so obkolili mesto, blokirali njegove kopenske pristope in postavili mesto pod okupacijo. Britanski redni vojaki so okrepili višje točke v mestu.

### Potreba po dobavah
Medtem, ko so bili Britanci sposobni ponovno oskrbeti mesto po morju, je bilo v Bostonu malo zalog. Čete so bile poslane na nekatere otoke v bostonskem pristanišču, da bi oropali kmete za zaloge. V odgovor so kolonisti začeli čistiti te otoke zalog, koristnih za Britance. Eden od teh dejanj je bilo preprečeno s strani Britancev v "bitki pri Chelsea Creek", vendar je privedel do izgube dveh britanskih vojakov in britanske ladje Diana. Potreba po gradbenih materialih in drugih zalogah je vodila admirala Samuel Gravesa, da je avtoriziral lojalističnega trgovca, da pošlje svoje ladje iz Bostona v "Machias, Maine", v spremstvu škune Kraljeve vojne mornarice Mesto Machias se je uprlo, zavzelo trgovske ladje in nato škuno po kratki bitki, v kateri je bil ubit njegov poveljnik. Njihov upor in upor drugih obalnih skupnosti je prisilil Gravesa, da je oktobra avtoriziral povračilno ekspedicijo, katere edini pomemben dogodek je bil "požig Falmoutha". Ogorčenje v kolonijah nad tem dejanjem je prispevalo k sprejetju zakonodaje s strani kongresa, ki je ustanovila Kontinetalno mornarico.
Kolonialna vojska se je soočala tudi s težavami pri oskrbi in poveljstvu. Njihove raznolike milice je bilo treba organizirati, nahraniti, obleči in oborožiti, poveljstvo pa je bilo treba uskladiti, saj je bil vsak poveljnik milice odgovoren svojemu kongresu province.
Washington je želel ne le maščevati britanski "požig Falmoutha", temveč tudi prekiniti in zaseči britanske orožarske pošiljke, ki so se približevale Bostonu. Zato je oktobra 1775 general Washington naročil prvo ameriško pomorsko ekspedicijo. Washington je izposodil dve plovili iz regimenta John Glover. Glover je rekrutiral kapitana Nicholson Broughtona v Hancocku in kapitana John Selman v "USS Franklin". Njihova ekspedicija proti severu je pripeljala do zajetja ribolovnih ladij ob "Canso, Nova Škotska" in "napada na Charlottetown (1775)".

### Bunker Hill
Konec maja je general Gage po morju prejel okoli 2.000 okrepitev in trojico generalov, ki bodo igrali ključno vlogo v vojni: Williama Howa, 5th Viscount Howe, Johna Burgoyna in Henrya Clintona. Oblikovali so načrt za preboj iz mesta, ki je bil dokončan 12. junija. Poročila o teh načrtih so prišla do poveljnikov oblegalskih sil, ki so se odločili, da so potrebni dodatni obrambni ukrepi.
Na noč z 16. na 17. junij 1775 je enota kolonialne vojske prikrito marširala na polotok Charlestown, ki so ga Britanci zapustili aprila in utrdil Bunker Hill in Breed's Hill.  17. junija so britanske sile pod generalom Howeom napadle in zavzele polotok Charlestown v Bitki pri Bunker Hillu. Ta bitka je bila tehnično britanska zmaga, vendar so bile izgube (približno 1/3 napadalnih sil ubite ali ranjene, vključno z znatnim deležem celotnega britanskega častniškega zbora v vsej Severni Ameriki) tako hude, da napada niso nadaljevali. Obleganje ni bilo prekinjeno in general Gage je bil septembra poklican nazaj v Anglijo ter nadomeščen z generalom Howeom kot britanskim vrhovnim poveljnikom.

### Ustanovitev kontinentalne vojske
Drugi kontinentalni kongres, ki se je sestal v Filadelfiji, je prejel poročila o situaciji zunaj Bostona, ko se je začela sestajati maja 1775. V odzivu na zmedo glede poveljstva v taborih milice in v odgovoru na novico z 10. maja z zasedbo Fort Ticonderoga, je postalo jasno, da je potrebna enotna vojaška organizacija. Kongres je uradno sprejel sile zunaj Bostona v armado znano kot Kontinentalna vojska 26. maja, in imenoval George Washingtona za svojega vrhovnega poveljnika 15. junija. Washington je zapustil Filadelfijo proti Bostonu 21. junija, vendar ni izvedel za dogodek na Bunker Hillu, dokler ni prispel v New York City.

### Zastoj
Po bitki pri Bunker Hillu je bilo obleganje v zastoju, saj nobena stran ni imela bodisi jasno dominantne pozicije, bodisi volje in materiala, da bi bistveno spremenila svojo pozicijo. Ko je Washington prevzel poveljstvo nad vojsko julija, je ugotovil, da se je njena številčnost zmanjšala s 20.000 na približno 13.000 vojakov, ki so bili sposobni služiti. Ugotovil je tudi, da je bitka hudo izpraznila vojaški sredstva, kar je bilo na koncu omiljeno s pošiljkami smodnika iz Filadelfije. Britanci so prav tako dobili okrepitve; do časa Washingtonovega prihoda so Britanci imeli več kot 10.000 vojakov v mestu.
Čez poletje in jesen 1775 sta obe strani izkopavali svoje položaje, občasno so se zgodili spopadi, toda nobena stran se ni odločila za kakršno koli pomembno dejanje. Kongres, ki je želel prevzeti pobudo in izkoristiti zasedbo Ticonderoge, je odobril invazijo Kanade, potem ko so bili številna pisma za prebivalce Kanade zavrnjeni s strani francosko govorečih in britanskih kolonistov v Quebecu. Septembra je Benedict Arnold vodil 1.100 vojakov na ekspedicijo skozi divjino Maine, ki so bili odvzeti iz vojske, zbrane zunaj Bostona.
Washington se je proti koncu leta 1775 soočil z kadrovsko krizo, saj je večina vojakov v vojski imela vpise, ki so potečekli ob koncu leta 1775. Uvedel je številne spodbude za rekrutacijo in uspel ohraniti vojsko zadostno veliko za vzdrževanje obleganja, čeprav je bila takrat manjša od obleganih sil.

## Konec obleganja
Do začetka marca 1776 so bili težki topovi, ki so bili zajeti v Fort Ticonderoga premaknjeni v Boston, kar je bilo težko opravilo, ki ga je zasnoval Henry Knox. Ko so bili topovi postavljeni na Dorchester Heights v enem dnevu, nadzirajoč britanske položaje, je britanska situacija postala nevzdržna. Medtem, ko je general Howe načrtoval napad za ponovni prevzem visokega zemljišča, je snežna nevihta preprečila njegovo izvedbo. Britanci so, potem ko so zagrozili, da bodo mesto zažgali, če bo njihov odhod oviran, evakuirali mesto 17. marca 1776 in odpluli na začasno zatočišče v "Halifax, Nova Škotska". Lokalni pripadniki milicie so se razpršili in aprila je general Washington odpeljal večino Kontinentalna armade v utrjevanje New York Citya in začetek kampanje v New Yorku in New Jerseyu.

## Zapuščina
Britanci so bili v bistvu izgnani iz Nove Anglije kot rezultat te kampanje, čeprav so tam (tako kot drugod po kolonijah) še naprej prejemali podporo lokalnih lojalistov, še posebej v "Newportu, Rhode Island", od koder so izgnali večino lokalnih patriotov. Kampanja, prav tako kot končni rezultat vojne kot celote, je bila pomemben udarec britanskemu prestižu in zaupanju v njeno vojaško moč. Višji vojaški voditelji kampanje so bili kritizirani zaradi svojih dejanj (Clinton je na primer, medtem ko je poveljeval britanskim silam v Severni Ameriki, vzel veliko krivde za britansko izgubo vojne), drugi pa niso več sodelovali v vojni (Gage), ali so bili na koncu osramočeni (Burgoyne, ki je predal svojo vojsko pri Saratogi). Čeprav so Britanci še naprej nadzorovali morja in imeli vojaške uspehe na terenu (zlasti v New Yorku, New Jerseyju in Pennsylvaniji), so njihova dejanja, ki so privedla do teh konfliktov, imela učinek združevanja Trinajstih kolonij nasproti krone. Kot rezultat tega nikoli niso bili sposobni zbrati dovolj podpore od lojalistov, da bi ponovno pridobili pomemben politični nadzor nad kolonijami.
Kljub razlikam so se kolonije zaradi teh dogodkov povezale, kar je omogočilo Drugemu kontinentalnemu kongresu (predhodniku modernega  Kongresa) zadostno oblast in financiranje za izvedbo revolucije kot celota, vključno s financiranjem in opremljanjem vojaških sil, ki so nastale kot rezultat te kampanje.

## Referene
- Federal Writers' Project (1977). Rhode Island: A Guide to the Smallest State. US History Publishers. ISBN 978-1-60354-038-4.
- Brooks, Victor (1999). The Boston Campaign. Combined Publishing. ISBN 1-58097-007-9.[mrtva povezava]
- Cushing, Harry Alonzo (1896). History of the Transition from Provincial to Commonwealth Government in Massachusetts. Columbia University. OCLC 4297135.
- Fischer, David Hackett (1994). Paul Revere's Ride. New York: Oxford University Press. ISBN 0-19-508847-6.
- French, Allen (1911). The Siege of Boston. Macmillan. OCLC 3927532.
- Frothingham, Jr, Richard (1851). History of the Siege of Boston and of the Battles of Lexington, Concord, and Bunker Hill. Little, Brown. OCLC 221368703.
- Frothingham, Jr, Richard (1886). The Rise of the Republic of the United States. Little, Brown. OCLC 2081524.
- Johnson, Allen (1912). Readings in American Constitutional History, 1776-1876. Houghton Mifflin Company. str. 40–42. ISBN 9780722270417. OCLC 502220.
- Leamon, James S (1995). Revolution Downeast: The War for American Independence in Maine. University of Massachusetts Press. ISBN 978-0-87023-959-5.
- Miller, Nathan (1974). Sea of Glory: The Continental Navy fights for Independence 1775-1783. New York: David McKay. ISBN 978-0-679-50392-7. OCLC 844299.
- Raphael, Ray (2002). The First American Revolution: Before Lexington and Concord. New York: The New Press. ISBN 978-1-56584-815-3.
- Predloga:Cite DCB

## Nadaljnje čtivo
- Chidsey, Donald Barr (1966). The Siege of Boston: An on-the-scene Account of the Beginning of the American Revolution. New York: Crown. OCLC 890813.

## Dodatni viri
- Federal Writers' Project (1977). Rhode Island: A Guide to the Smallest State. US History Publishers. ISBN 978-1-60354-038-4.
- Brooks, Victor (1999). The Boston Campaign. Combined Publishing. ISBN 1-58097-007-9.[mrtva povezava]
- Cushing, Harry Alonzo (1896). History of the Transition from Provincial to Commonwealth Government in Massachusetts. Columbia University. OCLC 4297135.
- Fischer, David Hackett (1994). Paul Revere's Ride. New York: Oxford University Press. ISBN 0-19-508847-6.
- French, Allen (1911). The Siege of Boston. Macmillan. OCLC 3927532.
- Frothingham, Jr, Richard (1851). History of the Siege of Boston and of the Battles of Lexington, Concord, and Bunker Hill. Little, Brown. OCLC 221368703.
- Frothingham, Jr, Richard (1886). The Rise of the Republic of the United States. Little, Brown. OCLC 2081524.
- Johnson, Allen (1912). Readings in American Constitutional History, 1776-1876. Houghton Mifflin Company. str. 40–42. ISBN 9780722270417. OCLC 502220.
- Leamon, James S (1995). Revolution Downeast: The War for American Independence in Maine. University of Massachusetts Press. ISBN 978-0-87023-959-5.
- Miller, Nathan (1974). Sea of Glory: The Continental Navy fights for Independence 1775-1783. New York: David McKay. ISBN 978-0-679-50392-7. OCLC 844299.
- Raphael, Ray (2002). The First American Revolution: Before Lexington and Concord. New York: The New Press. ISBN 978-1-56584-815-3.
- Predloga:Cite DCB